# Augochlora notialis
Augochlora notialis är en biart som först beskrevs av Joseph Vachal 1904.  Augochlora notialis ingår i släktet Augochlora och familjen vägbin. Inga underarter finns listade.